# Joan Clarke
Joan Elisabeth Lowther Murray MBE (nhũ danh Clarke; ngày 24 Tháng 6 năm 1917 - 04 tháng 9 năm 1996) là một nhà phân tích mật mã người Anh và cổ tệ học nổi tiếng nhất với công việc của mình như là phân tích mật mã tại Bletchley Park, trung tâm giải mật mã của Anh trong Thế chiến II. Mặc dù không trực tiếp tìm kiếm sự chú ý và tạo sự nổi bật, vai trò quan trọng của bà trong các dự án Enigma chống lại truyền thông bí mật của Đức Quốc xã đã giành được giải thưởng và được phong tặng Order of the British Empire (MBE) vào năm 1947.
Vào mùa xuân năm 1941, Joan Clarke đính hôn với Alan Turing, nhưng chỉ đến mùa hè, cả hai đã thoả thuận hủy bỏ cuộc hôn nhân.